# Перкинс, Винс
Марк Винсент Перкинс (англ. Mark Vincent Perkins, 27 сентября 1981, Виктория) — канадский бейсболист, питчер. Всю свою карьеру провёл в клубах младших и независимых бейсбольных лиг. В составе сборной Канады принимал участие в матчах Мировой бейсбольной классики. Бронзовый призёр Кубка мира 2009 года.

## Биография
Винс Перкинс родился 27 сентября 1981 года в Виктории. Главным видом спорта в его семье был бейсбол, а не традиционный для большинства канадцев хоккей. Дед Винса был ампайромв Лиге тихоокеанского побережья, отец играл в бейсбол в колледже и на полупрофессиональном уровне. В возрасте пятнадцати лет Перкинс играл в городской лиге в Парксвилле.
В 1999 году он окончил старшую школу Клэрмонт в Сааниче. Сразу после этого на драфте МЛБ его выбрал клуб «Балтимор Ориолс», но Перкинс не стал подписывать контракт с клубом и поступил в общественный колледж Лейк-Сити. Руководство «Ориолс» планировало подписать с ним контракт в 2000 году, но сделка не была заключена из-за автомобильной аварии, в которой Винс серьёзно травмировал ногу. На драфте в том же году его в восемнадцатом раунде выбрали «Торонто Блю Джейс». В клубах системы «Блю Джейс» Перкинс играл с 2001 по 2005 год, дойдя до AA-лиги. Его карьеру осложнила серия травм, полученных в 2004 году, завершившаяся операцией. В феврале 2006 года сайт Baseball America ставил Винса на десятое место среди молодых игроков фарм-клубов «Торонто».
Весной 2006 года Перкинс был включён в состав сборной Канады на игры Мировой бейсбольной классики. Перед стартом сезона «Блю Джейс» выставили его на драфт отказов, после чего Винс перешёл в «Милуоки Брюэрс». Тренерский штаб клуба планировал задействовать его в качестве реливера.
В 2008 году он провёл весенние сборы в составе «Чикаго Уайт Сокс», но не смог проявить себя и был отчислен. Сезон Перкинс провёл в командах независимых лиг «Камден Ривершаркс» и «Джолиет Джекхаммерс». Удачно сыграв в матчах Северной лиги, Винс получил предложение контракта от «Чикаго Кабс» и большую часть сезона 2009 года провёл в фарм-клубе AAA-лиги из Айовы. В составе сборной Канады в том же году Перкинс стал обладателем бронзовых наград Кубка мира и второй раз в карьере принял участие в играх Мировой бейсбольной классики.
В феврале 2011 году Винс вернулся в «Блю Джейс» и сыграл в трёх матчах в AA-лиге за «Нью-Гемпшир Фишер Кэтс», но закрепиться в составе не смог. Завершив десятилетнюю карьеру в младших лигах, Перкинс переехал во Флориду, где прошёл курсы подготовки фельдшеров и пожарных. В 2013 году он работал в спасательном департаменте города Бонита-Спрингс.